# Bolszoje Fomino
Bolszoje Fomino (ros. Большое Фомино) – wieś w Rosji, w rejonie nikolskim obwodu wołogodzkiego. W 2010 r. liczyła 14 mieszkańców.